# Gottlob Siegmund Gruner
Gottlob Siegmund Gruner (født 20. juli 1717 i Trachselwald, kantonen Bern, død 10. april 1778 i Utzenstorf) var en schweizisk naturforsker. Han var søn af Johann Rudolf Gruner.
Gruner blev 1743 hofmester hos hertugen af Anhalt-Schaumburg og 1764 Landschreiber for Landshut og Frauenbrunn i Bayern. Han bedrev forskning om Schweiz' geologi især vedrørende gletsjerne og vandreblokkene. Udover nedennævnte skrifter forfattede han også nogle juridiske og økonomiske afhandlinger.